# Polska na Halowych Mistrzostwach Europy w Lekkoatletyce 1988
Polska na Halowych Mistrzostwach Europy w Lekkoatletyce 1988 – reprezentacja Polski podczas zawodów w Budapeszcie zdobyła tylko dwa medale.

## Wyniki reprezentantów Polski

### Mężczyźni
- chód na 5000 m
  - Zdzisław Szlapkin zajął 5. miejsce
- skok o tyczce
  - Mirosław Chmara zajął 4. miejsce
- skok w dal
  - Mirosław Hydel zajął 8. miejsce
  - Krzysztof Kaniecki zajął 14. miejsce
- trójskok
  - Zdzisław Hoffmann zajął 8. miejsce

### Kobiety
- bieg na 200 metrów
  - Ewa Kasprzyk zajęła 1. miejsce
- skok wzwyż
  - Jolanta Komsa zajęła 11. miejsce
- skok w dal
  - Jolanta Bartczak zajęła 3. miejsce